# Wander (série télévisée d'animation)
Pour les articles homonymes, voir Wander (homonymie).
Wander (Wander Over Yonder) est une série télévisée d'animation américaine en 79 segments répartis sur 43 épisodes de 22 minutes produite par Disney Television Animation et diffusée sur Disney Channel,. La série est initialement diffusée le 16 août 2013, puis officiellement diffusée le 13 septembre 2013,. Craig McCracken en est le créateur et producteur exécutif ; il est aidé de son épouse Lauren Faust, pour la coproduction et le scénario.
En France, l'épisode pilote a été diffusé le 10 décembre 2013 sur Disney Channel France et dès le 7 janvier 2014 pour toute la saison, puis en 2016 sur Disney XD pour la saison 2.

## Synopsis
La série met en scène Wander, un enthousiaste voyageur intergalactique et sa meilleure amie Sylvia, qui lui sert de monture lors de ses voyages. Ensemble, ils parcourent la galaxie de planète en planète pour aider les populations alentour à vivre heureuses et hors de danger du terrible Général Sans-Cœur (Lord Hater) et de son armée,, qui ne rêve que de conquérir la galaxie,.

## Distribution

### Voix originales
- Jack McBrayer : Wander
- April Winchell : Sylvia
- Keith Ferguson : Lord Hater (Général Sans-cœur)
- Tom Kenny : Commander Peepers (Commandant Mabille)
- Sam Riegel : Emperor Awesome (Empereur Génialoïde)
- Noël Wells : Lord Dominator

### Voix françaises
- Pierre Le Bec : Wander
- Marie-Noëlle Hébrant : Sylvia
- Robert Dubois : le général Sans-cœur
- Philippe Tasquin : le commandant Mabille
- Damien Locqueneux : l'empereur Génialoïde

Version française réalisée par Dubbing Brothers ; direction artistique : Nathalie Stas ; adaptation : Valérie Tatéossian et Yannick Ladroyes

## Production
Le créateur et producteur exécutif de la série, Craig McCracken, est l'auteur des séries originales Cartoon Network à succès Les Supers Nanas et Foster, la maison des amis imaginaires. Lauren Faust occupe la place de coproducteur et scénariste. Il s'agit de la première série d'animation créé par McCracken pour une chaîne autre que Cartoon Network et de sa première série pour Disney Channel. Le personnage éponyme, Wander, est créé à partir de croquis. McCracken décrit la série comme un « pantin nomade et hippie. » Un petit extrait de la série est diffusé au Comic-Con International 2012 de Disney Channel. La première promo est diffusée le 19 juillet 2013 lors de la première diffusion de Teen Beach Movie.

## Épisodes

### Première saison (2013-2014)
1. Le champion / L’œuf (The Greatest / The Egg)
2. Le pique-nique / Les fugitifs (The Picnic / The Fugitives)
3. La bonne action / Le prisonnier (The Good Deed / The Prisoner)
4. Le monstre du vaisseau abandonné (The Pet)
5. Le méchant / Le troll (The Bad Guy / The Troll)
6. Le petit bonhomme (The Little Guy)
7. La boîte / Le chapeau (The Box / The Hat)
8. Les chasseurs de primes / La balle de Buster (The Bounty / The Ball)
9. Comme dans un conte de fées / Le héros de la fête (The Hero / The Birthday Boy)
10. Un garçon serviable / Un coach pour Sylvia (The Nice Guy / The Time Bomb)
11. La soirée de gala / Trudy la touriste (The Fancy Party / The Tourist)
12. Une longue journée / Nuit calme (The Day / The Night)
13. La planète solitaire / Les plans du commandant Mabille (The Lonely Planet / The Brainstorm)
14. Le roi de la fête / L'enfant perdu (The Party Animal / The Toddler)
15. Objet trouvé / Un endroit de rêve (The Epic Quest of Unfathomable Difficulty / The Void)
16. Baisse de moral / Les ennemis (The Funk / The Enemies)
17. Voyage au cœur du volcan / Le chaton perdu (The Liar / The Stray)
18. Sans-cœur est amoureux / Les amis (The Date / The Buddies)
19. Le cadeau 2 : Une armée motivée / Le cadeau (The Gift 2: The Giftening / The Gift)
20. La mission / Besoin d'aide ? (The Big Job / the Helper)
21. Le cavalier (The Rider)

### Deuxième saison (2015-2016)
Le 23 juin 2014, le studio de production a reçu une commande pour une deuxième saison.
22. Le seigneur des Sans-Cœur (The Greater Hater)
23. Le grand jour / Le petit-déjeuner (The Big Day / The Breakfast)
24. La dent de Sans-Cœur / Super Wander (The Fremergency Fronfract / The Boy Wander)
25. Nuances de Wander / Dégradation (The Wanders / The Axe)
26. Panique à bord / Le Loup dans la galaxie (The Loose Screw / The It)
27. Un bon copain / La catastrophe (The Cool Guy / The Catastrophe)
28. La dernière nuit / L'idole de Sans-Cœur (The Rager / The Good Bad Guy)
29. La bataille royale (The Battle Royale)
30. Le message de l'amour / Le cœur de Sans-cœur (The Matchmaker / The New Toy)
31. Le Cube noir / Entretien avec un méchant (The Black Cube / The Eye on the Skullship)
32. La Planète secrète / Le Coup de chapeau (The Secret Planet / The Bad Hatter)
33. Le Trou noir / Le Concert infini (The Hole...Lotta Nuthin' / The Show Stopper)
34. Le Dessin animé / Le Robot (The Cartoon / The Bot)
35. Réunion de famille / La Rivale (The Family Reunion / The Rival)
36. Méchants galants (My Fair Hatey)
37. La Légende / Le Pire voisin (The Legend / The Bad Neighbors)
38. Fou rire interdit / Perte de temps (The Party Poopers / The Waste of Time)
39. Le Flambeur / La Virée en ville (The Hot Shot / The Night Out)
40. À la recherche de Captain Tim / La Forêt de toutes les peurs (The Search for Captain Tim / The Heebie Jeebies)
41. Congée maladie / Le Bonhomme dans le ciel (The Sick Day / The Sky Guy)
42. Le Robomechabotatron / Le Fleur (The Robomechabotatron / The Flower)
43. La Fin de la galaxie (The End of the Galaxy)

## Accueil
Wander est positivement accueilli par l'ensemble des critiques.